# وحدة بيانات بروتوكول

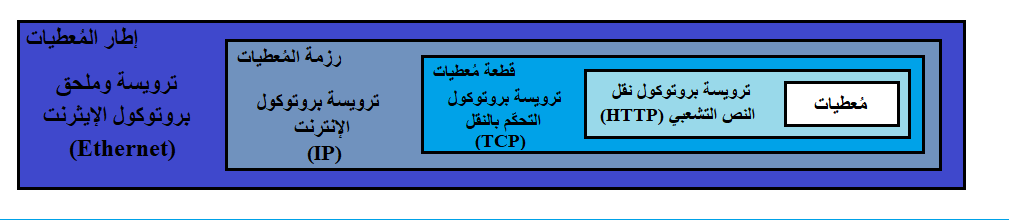
وحدات بيانات البروتوكول المختلفة في عملية التغليف في نموذج الإنترنت، إنّ إطار البيانات ورزمة البيانات وقطعة البيانات هي جميعاً وحدات بيانات بروتوكول، كلٌ في طبقتها.

في نماذج توصيف الشبكات، وحدة بيانات البروتوكول (بالإنجليزية: Protocol Data Unit اختصاراً PDU)‏ هو اسم عام يُطلق على وحدة نقل بيانات في طبقة محددة بدون تخصيص، تضم وحدة البيانات قسمين هما ترويسة وقسم البيانات، وقد يضاف لهما مُلحق. يمكن لوحدة بيانات البروتوكول أن تضمّ وحدة بيانات بروتوكول أخرى في قسم البيانات الخاصّ بها، وتسمى هذه العملية بالتغليف، ولها تطبيقات هامة في البروتوكولات النفقية.

تصبح وحدة بيانات بروتوكول طبقة التحكم في الوصول المتوسط (MAC) (PDU) وحدة بيانات خدمة الطبقة المادية (SDU).

في الاتصالات السلكية واللاسلكية، تعتبر وحدة بيانات البروتوكول (PDU) وحدة واحدة من المعلومات المنقولة بين الكيانات النظيرة لشبكة الحاسوب. يتكون PDU من معلومات التحكم الخاصة بالبروتوكول وبيانات المستخدم. في البنى الطبقية لمكدسات بروتوكولات الاتصال، تنفذ كل طبقة بروتوكولات مصممة خصيصًا لنوع أو نمط معين لتبادل البيانات.
على سبيل المثال، يقوم بروتوكول التحكم في الإرسال (TCP) بتنفيذ وضع النقل الموجه نحو الاتصال، ويطلق على PDU لهذا البروتوكول اسم مقطع، بينما يستخدم بروتوكول مخطط بيانات المستخدم (UDP) مخططات البيانات كوحدات بيانات بروتوكول للاتصال بدون اتصال. طبقة أقل في حزمة بروتوكولات الإنترنت، في طبقة الإنترنت، تسمى PDU رزمة، بغض النظر عن نوع الحمولة.

## وحدة بيانات البروتوكول في نموذج الاتصال المعياري (OSI)
وحدة بيانات البرتوكول ذات صلة بكل وَاحدة من الأربع الطبقات الأولى من نظام الاتصال المفتوح كالتالي:
- في الطبقة 1 (الطبقة المادية) تعرف الوحدة بأنها بت (bit)أو بشكل عام رمز (ويمكن أن تكون على شكل تيار).
- في الطبقة 2 (طبقة ربط البيانات) تعرف الوحدة على أنها إطار بيانات (frame).
- في الطبقة 3 (طبقة الشبكة) تعرف الوحدة على أنها رزمة بيانات (packet).
- في الطبقة 4 (طبقة النقل) تعرف الوحدة على أنها قطع (Segments).
- في الطبقة 5-6-7 (طبقة التطبيقات ) تعرف الوحدة على بيانات (data)والتي قد تكون نص واضح أو مشفر أو مضغوط .

وبالنظر إلى محتوى طبقة معينة في النظام يتم استخدام وحدة بيانات البرتوكول لتمثيل تلك الطبقة